# Jean-Marie Pfaff
Jean-Marie Pfaff (Lebbeke, Flandes Oriental, 4 de diciembre de 1953) es un guardameta retirado de fútbol belga, considerado por algunos especialistas como uno de los mejores porteros de todos los tiempos.
A la edad de 16, Pfaff se unió al KSK Beveren, club con el cual ganó la Copa de Bélgica de 1978 y la Liga belga de 1979. En ese último año ganó el Botín de Oro belga. En 1982 ingresó al primer equipo de Bayern Múnich, obteniendo luego tres títulos de la Bundesliga entre 1985 y 1987 y dos Copas de Alemania en 1984 y 1986.
Pfaff debutó con los Diablos Rojos en 1976 contra su tradicional rival de todos los tiempos, Holanda. Fue el portero titular durante la Eurocopa 1980, donde fue subcampeón, y la Eurocopa 1984, además de los mundiales de  España 1982 y México 1986, donde en este último alcanzó las semifinales. En 1987 fue destacado por la IFFHS como el mejor portero del mundo.
También entrenó en la temporada 1998/99 al K.V. Oostende.
Recientemente ha sido una estrella televisiva en su tierra con el reality show De Pfaffs mostrando a su familia y a él en 2003. Luego Pfaff fue nombrado por Pelé como uno de los 125 mejores futbolistas vivos en marzo de 2004.
Pfaff se ha casado con Carmen Seth (nacida el 24 de marzo de 1956) el 27 de junio de 1974. Ambos tienen tres hijas: Debby Edilbert Gerdina (nacida el 30 de mayo de 1975), Kelly Yvonne Danny (nacida el 26 de julio de 1977) y Lyndseyi Linda Marc (nacida el 4 de octubre de 1978).

## Clubes
| Club          | País     | Año       | Partidos | Goles |
| KSK Beveren   | Bélgica  | 1972-1982 | 305      | 0     |
| Bayern Múnich | Alemania | 1982-1988 | 156      | 0     |
| Lierse SK     | Bélgica  | 1988-1989 | 23       | 0     |
| Trabzonspor   | Turquía  | 1989-1990 | 22       | 0     |

### Participaciones en Copas del Mundo
| Mundial              | Sede   | Resultado    |
| -------------------- | ------ | ------------ |
| Copa Mundial de 1982 | España | Segunda fase |
| Copa Mundial de 1986 | México | Cuarto lugar |

## Palmarés

### Como jugador

#### Torneos nacionales
| Título               | Club          | País     | Año     |
| -------------------- | ------------- | -------- | ------- |
| Copa de Bélgica      | KSK Beveren   | Bélgica  | 1977-78 |
| Primera División     | KSK Beveren   | Bélgica  | 1978-79 |
| Supercopa de Bélgica | KSK Beveren   | Bélgica  | 1979    |
| Copa de Alemania     | Bayern Múnich | Alemania | 1983-84 |
| 1.Bundesliga         | Bayern Múnich | Alemania | 1984-85 |
| Copa de Alemania     | Bayern Múnich | Alemania | 1985-86 |
| 1.Bundesliga         | Bayern Múnich | Alemania | 1985-86 |
| 1.Bundesliga         | Bayern Múnich | Alemania | 1986-87 |